# Judo als Jocs Mediterranis de 2018
La competició de judo dels Jocs del Mediterrani de 2018 de Tarragona es va celebrar entre el 27 i el 29 de juny al pavelló esportiu de Cambrils. La primera aparició d'aquest esport en els Jocs del Mediterrani va ser a Esmirna 1971 a Turquia.
La competició es va centrar en la competició masculina i femenina repartint la competició en diverses categories segons el pes dels participants.

## Medaller per categoria
| Categoria         | Or                      | Plata                  | Bronze                                   |
| Homes             |                         |                        |                                          |
| Fins a 60 kg      | Francisco Garrigós      | Fredj Dhouibi          | Bekir Özlü · David Starkel               |
| Entre 60 i 66 kg  | Manuel Lombardo         | Alberto Gaitero        | Imad Bassou · Andraz Jereb               |
| Entre 66 i 73 kg  | Akil Gjakova            | Bilal Çiloğlu          | Mohamed Mohyeldin · Fabio Basile         |
| Entre 73 i 81 kg  | Abdelaziz Ben Ammar     | Mohamed Ahmed Abdelaal | Alexios Ntanatsidis · Anri Egutidze      |
| Entre 81 i 90 kg  | Nikoloz Sherazadishvili | Nemanja Majdov         | Nicholas Mungai · Theodoros Tselidis     |
| Entre 90 i 100 kg | Ramadan Darwish         | Giuliano Loporchio     | Alexandre Iddir · Lyes Bouyacoub         |
| Més de 100 kg     | Zarko Culum             | Vincenzo D'Arco        | Faicel Jaballah · Ángel Parra            |
| Dones             |                         |                        |                                          |
| Fins a 48 kg      | Julia Figueroa          | Milica Nikolic         | Francesca Milani · Marusa Stangar        |
| Entre 48 i 52 kg  | Distria Krasniqi        | Odette Giuffrida       | İrem Korkmaz · Maeny Gneto               |
| Entre 52 i 57 kg  | Nora Gjakova            | Miriam Boi             | Ghofran Khelifi · Déassa Gneto           |
| Entre 57 i 63 kg  | Edwige Gwend Jeanne     | Mariem Bjaoui          | Büşra Katipoğlu · Manon Patricia Deketer |
| Entre 63 i 70 kg  | María Bernabeu Avomo    | Carola Paissoni        | Nurcan Yılmaz · Margaut Pinot            |
| Entre 70 i 78 kg  | Giorgia Stangherlin     | Loriana Kuka           | Patrícia Sampaio · Patricija Brolih      |
| Més de 78 kg      | Kayra Sayit             | Nihel Cheikh Rouhou    | Julia Ofaina Tolofua · Sonia Asselah     |

## Medaller per país
| Posició | País      | Or | Plata | Bronze | Total |
| 1       | Espanya   | 4  | 1     | 1      | 6     |
| 2       | Itàlia    | 3  | 5     | 3      | 11    |
| 3       | Kosovo    | 3  | 1     | -      | 4     |
| 4       | Tunísia   | 1  | 3     | 2      | 6     |
| 5       | Sèrbia    | 1  | 2     | -      | 3     |
| 6       | Turquia   | 1  | 1     | 4      | 6     |
| 7       | Egipte    | 1  | 1     | 1      | 3     |
| 8       | França    | -  | -     | 6      | 6     |
| 9       | Eslovènia | -  | -     | 4      | 4     |
| 10      | Algèria   | -  | -     | 2      | 2     |
| 10      | Grècia    | -  | -     | 2      | 2     |
| 10      | Portugal  | -  | -     | 2      | 2     |
| 13      | Marroc    | -  | -     | 1      | 1     |
| Total   | Total     | 14 | 14    | 28     | 56    |